# Hazen Camp
Hazen Camp ist ein von Parks Canada betriebenes und gewartetes Lager auf dem Gebiet des kanadischen Territoriums Nunavut auf der Ellesmere-Insel. Es enthält mehrere wetterfeste Unterkünfte für das Parkpersonal. Besuchende Forscher errichten Zelte im Lagerbereich.
Im Jahr 1966 wurde festgestellt, dass die Falkenraubmöwe bei Hazen Camp brütet.

## Geschichte
Das Hazen Camp wurde ursprünglich 1957–1958 für die Operation Hazen eingerichtet. Dies war eines der umfassendsten wissenschaftlichen Forschungsprojekte in Nordkanada. Heute wird das Hazen Camp als Rangerstation genutzt und dient als Zugangspunkt zum Quttinirpaaq-Nationalpark.

## Geographie

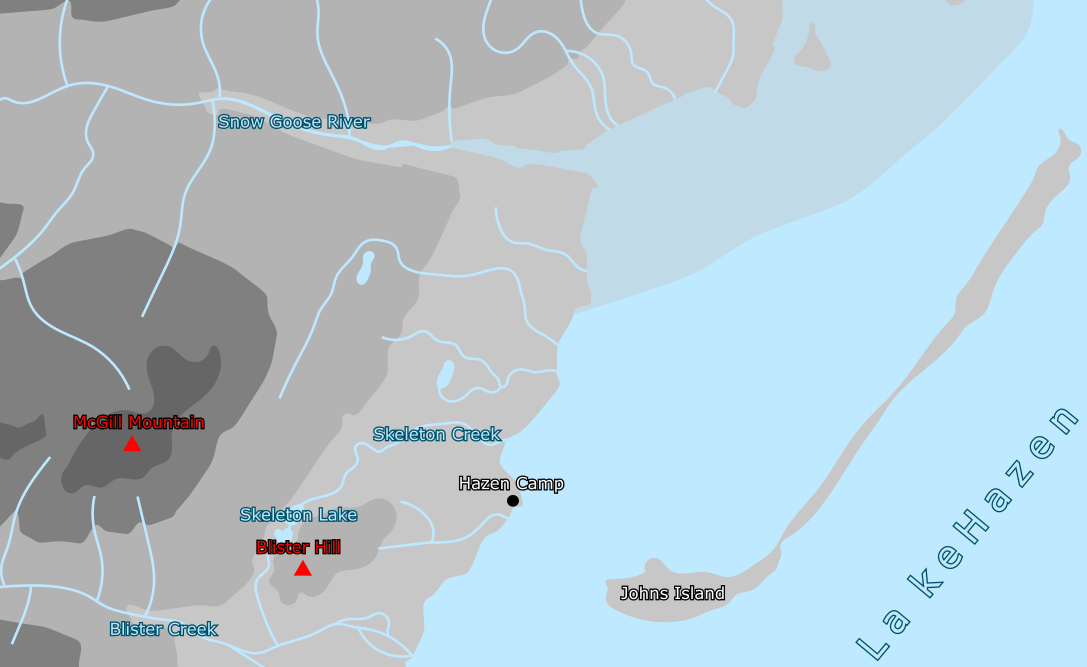
Umgebung um Hazen Camp

Hazen Camp liegt ungefähr in der Mitte des Nordufers des Lake Hazen und nahe der Johns Island. Der nächstgelegene bewohnte Ort ist Alert, in dem sich die Canadian Forces Station Alert befindet, etwa 155 km nordöstlich. Die nächste zivile Siedlung ist Grise Fiord, mehr als 650 km südwestlich. Der McGill Mountain (Lage) liegt etwa 5 km westlich der Station und erhebt sich 1073 m.